# Amanda Andradóttir
Amanda Andradóttir (Molde, 18 december 2003) is een Noors-IJslands voetbalspeelster. Ze speelt als middenvelder voor FC Twente in de Vrouwen Eredivisie.

## Clubcarrière
Amanda Andradóttir begon haar voetbalcarrière in haar geboorteland IJsland, waar ze uitkwam voor Vikingur Reykjavík en Valur Reykjavík. In 2019 maakte ze de overstap naar het Deense Fortuna Hjørring. Hier trainde ze mee met zowel het onder 18 team als het eerste elftal. In het seizoen 2020/21 maakte ze de overstap naar competitiegenoot FC Nordsjælland. Met deze club kwam Andradóttir uit in de Elitedivisionen. In 2021 tekende ze een driejarig contract bij het Noorse Vålerenga IF. Met deze club haalde ze de bekerfinale, waarin IL Sandviken met 2-1 werd verslagen. Andradóttir kwam deze wedstrijd niet in actie. Na afloop van het seizoen kwam Andradóttir in onderling overleg met Vålerenga IF overeen het doorlopende contract te verscheuren, zodat ze een nieuwe uitdaging aan kon gaan.  In 2022 tekende Andradóttir een tweejarig contract bij het Zweedse Kristianstads DFF. Deze club verliet ze in 2023 voor een terugkeer naar Valur Reykjavík. Hier kwam Andradóttir in het 2023 en de eerste seizoenshelft van het seizoen 2024 in actie.
Op 15 juli 2024 tekende Andradóttir een tweejarig contract bij FC Twente. Met de Tukkers kwam Andradóttir uit in de Vrouwen Eredivisie en de Champions League 2024/25. In een uitwedstrijd tegen het Welshe Cardiff City wist Andradóttir haar eerste doelpunt voor FC Twente te maken. In de eredivisie kwam Andradóttir tot scoren tegen sc Heerenveen en Ajax.

## Statistieken
| Seizoen | Club              | Competitie         | Competitie | Competitie | Beker | Beker | Champions League | Champions League | Overig | Overig | Totaal | Totaal |
| Seizoen | Club              | Competitie         | Wed.       | Dlp.       | Wed.  | Dlp.  | Wed.             | Dlp.             | Wed.   | Dlp.   | Wed.   | Dlp.   |
| ------- | ----------------- | ------------------ | ---------- | ---------- | ----- | ----- | ---------------- | ---------------- | ------ | ------ | ------ | ------ |
| 2020/21 | FC Nordsjælland   | Elitedivisionen    | 8          | 1          | 0     | 0     | 0                | 0                | 0      | 0      | 8      | 1      |
| 2021    | Vålerenga IF      | Toppserien         | 15         | 4          | 0     | 0     | 4                | 0                | 0      | 0      | 19     | 4      |
| 2022    | Kristianstads DFF | Damallsvenskan     | 25         | 2          | 2     | 1     | 2                | 1                | 0      | 0      | 29     | 4      |
| 2023    | Kristianstads DFF | Damallsvenskan     | 15         | 1          | 5     | 0     | 0                | 0                | 0      | 0      | 20     | 1      |
| 2023    | Valur Reykjavík   | Úrvalsdeild        | 10         | 4          | 0     | 0     | 2                | 0                | 0      | 0      | 12     | 4      |
| 2024    | Valur Reykjavík   | Úrvalsdeild        | 10         | 7          | 4     | 4     | 0                | 0                | 0      | 0      | 14     | 11     |
| 2024/25 | FC Twente         | Vrouwen Eredivisie | 12         | 2          | 2     | 0     | 8                | 2                | 1      | 0      | 23     | 0      |
| 2025/26 | FC Twente         | Vrouwen Eredivisie | 0          | 0          | 0     | 0     | 0                | 0                | 0      | 0      | 0      | 0      |
| Totaal  | Totaal            | Totaal             | 95         | 21         | 13    | 5     | 16               | 3                | 1      | 0      | 124    | 29     |

Bijgewerkt t/m 6 augustus 2025.

## Interlandcarrière
Amanda Andradóttir speelde als jeugdinternational voor IJsland onder 15, onder 16 en onder 17. In de zomer van 2021 werd ze geselecteerd voor een trainingsstage bij IJsland onder 19. Andradóttir werd tevens geselecteerd voor Noorwegen onder 19, want door haar Noorse moeder kon ze ook voor dit land uitkomen. In november 2021 koos ze definitief voor IJsland door in te gaan op een uitnodiging van IJsland. In de eerste minuut van de blessuretijd in een wedstrijd tegen Nederland maakte Andradóttir haar debuut door in te vallen voor Gunnhildur Yrsa Jónsdóttir. De wedstrijd ging met 0-2 verloren.
In 2022 werd Andradóttir geselecteerd voor het EK 2023.  Ze was met haar achttien jaar de jongste speelster van het eindtoernooi. In het derde groepsduel tegen Frankrijk maakte Andradóttir haar debuut op een EK door in de 88ste minuut in te vallen voor Elín Metta Jensen. IJsland speelde alle wedstrijden gelijk, wat niet genoeg was om de knock-outfase te halen.
In 2023 kwam Andradóttir met haar land uit in de kwalificatiereeks van het WK 2023. In het laatste kwalificatieduel tegen Nederland had IJsland aan een gelijkspel genoeg om kwalificatie voor het eindtoernooi af te dwingen. Door een doelpunt van Esmee Brugts in de blessuretijd liep IJsland echter nog rechtstreekse kwalificatie mis. In de play-offs liep IJsland tegen Portugal na extra tijd tegen een 4-1 nederlaag aan waardoor het definitief deelname aan het eindtoernooi misliep. Andradóttir mocht in de 110de minuut in te vallen.
4 Carleer ·
5 Knol ·
6 Groenewegen ·
7 Hulst ·
8 Van Ginkel ·
9 Ravensbergen ·
10 Roord ·
11 Tuin ·
12 Vliek ·
15 Diekman ·
16 Lemey ·
17 Andradóttir ·
18 Te Brake ·
19 Proost ·
20 Van Dijk ·
21 Oude Elberink ·
22 Bussman ·
23 Verdaasdonk ·
25 Van der Vegt ·
29 Ivens ·
Tijink ·
Coach: Dekker
· Assistent-coach: Van den Ing